# (235201) Lorántffy
(235201) Lorántffy est un astéroïde de la ceinture principale.

## Description
(235201) Lorantffy est un astéroïde de la ceinture principale. Il fut découvert le 23 septembre 2003 à Piszkesteto par Krisztián Sárneczky et Brigitta Sipőcz. Il présente une orbite caractérisée par un demi-grand axe de 3,11 UA, une excentricité de 0,31 et une inclinaison de 28,2° par rapport à l'écliptique.

## Le nom de l'astéroïde
L'astéroïde a été nommé en l'honneur de la princesse consort de Transylvanie, Zsuzsanna Lorántffy, épouse du prince de Transylvanie, Georges Ier Rákóczi.

## Compléments